# Umm al-Kutuf
Umm al-Kutuf (hebrejsky אֻם אל-קֻטוּף, arabsky أمّ القـُطـُف, v oficiálním přepisu do angličtiny Umm al-Qutuf) je vesnice v Izraeli, v Haifském distriktu, v Oblastní radě Menaše.

## Geografie
Leží v nadmořské výšce 180 metrů na zalesněných kopcích na jihozápadním okraji regionu Vádí Ara, 16 kilometrů od břehu Středozemního moře, cca 52 kilometrů severovýchodně od centra Tel Avivu, cca 38 kilometrů jihojihovýchodně od centra Haify a 12 kilometrů severovýchodně od města Chadera.
Umm al-Kutuf obývají Izraelští Arabové, přičemž osídlení v regionu Vádí Ara je etnicky převážně arabské. Další arabská sídla pak pokračují i v takzvaném Trojúhelníku. Právě v okolí Umm al-Kutuf je ale tento arabský sídelní pás narušen městem Kacir-Chariš, jehož část Chariš, která leží jen 1 kilometr jihozápadně odtud, má navíc podle rozhodnutí vlády z roku 2010 projít výraznou stavební expanzí a má se proměnit v židovské město s desítkami tisíc obyvatel. Obec leží necelé 2 kilometry od hranice mezi vlastním Izraelem a okupovaným Západním břehem Jordánu. V jeho přilehlém úseku se nachází blok židovských vesnic zvaný Šaked.
Umm al-Kutuf je na dopravní síť napojen pomocí místní komunikace, jež ústí do města Kacir-Chariš a na tamní lokální silnici číslo 6353. Západně odtud pak probíhá dálnice číslo 6 (Transizraelská dálnice).

## Dějiny

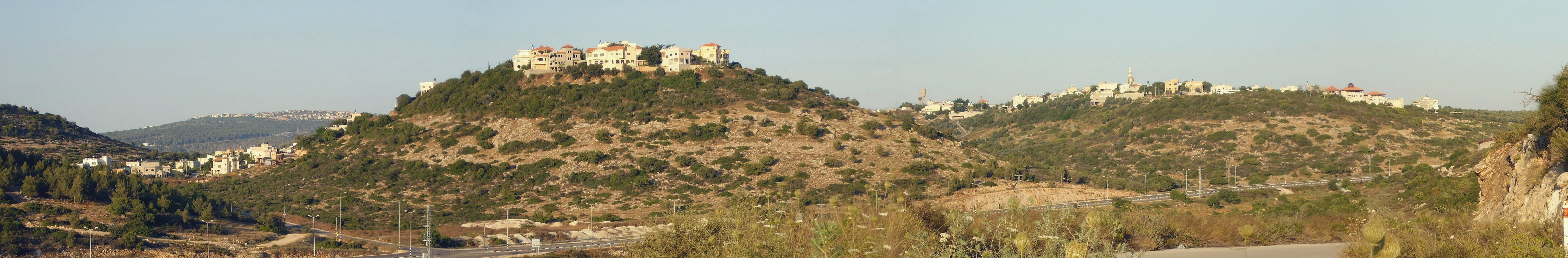
Celkový pohled na Umm al-Kutuf

Umm al-Kutuf vznikl během mandátní Palestiny v roce 1930. Další skupina arabských osadníků sem dorazila roku 1936. Jméno vesnice je odvozeno od arabského výrazu pro sběrače hroznů. Místní ekonomika již ale není založena z velké míry na zemědělství. Většina obyvatel za prací dojíždí mimo obec.
Ve vesnici funguje klub mládeže a sportovní areál. V okolí se nacházejí jeskyně, které bývaly ve středověku částečně obývané. Z obce se naskýtá výhled na velkou část pobřežní nížiny.

## Demografie
Podle údajů z roku 2014 tvořili naprostou většinu obyvatel v Umm al-Kutuf Arabové. Jde o menší sídlo vesnického typu s dlouhodobě rostoucí populací. K 31. prosinci 2014 zde žilo 1034 lidí. Během roku 2014 populace stoupla o 2,5 %.
| Rok            | 1961 | 1972 | 1983 | 1995 | 2001 | 2003 | 2004 | 2005 | 2006 | 2007 | 2008 | 2009 | 2010 | 2011 | 2012 | 2013 | 2014 |
| -------------- | ---- | ---- | ---- | ---- | ---- | ---- | ---- | ---- | ---- | ---- | ---- | ---- | ---- | ---- | ---- | ---- | ---- |
| Počet obyvatel | 101  | 254  | 373  | 571  | 729  | 779  | 811  | 832  | 821  | 836  | 845  | 925  | 937  | 937  | 998  | 1009 | 1034 |